# Barbate (kommun i Spanien)
Barbate är en kommun i Spanien.   Den ligger i provinsen Provincia de Cádiz och regionen Andalusien, i den södra delen av landet, 500 km söder om huvudstaden Madrid. Antalet invånare är 22 885. Arean är 143 kvadratkilometer. Barbate gränsar till Vejer de la Frontera och Tarifa. 
Terrängen i Barbate är varierad.